# Электрофорез в полиакриламидном геле
Электрофорез в полиакриламидном геле (сокр. электрофорез в ПААГ, ПААГ электрофорез; англ. PAGE, Polyacrylamide Gel Electrophoresis) — метод молекулярной биологии и биохимии, используемый для разделения белков и нуклеиновых кислот, основанный на движении заряженных биологических макромолекул в постоянном электрическом поле. Разделение в полиакриламидном геле происходит за счёт различий заряда разделяемых молекул и отличий молекулярных масс, а также от конфигурации молекул. Различают т. н. неденатурирующий, или нативный ПААГ-электрофорез (при котором разделяемые биологические макромолекулы в процессе электрофореза остаются в нативном состоянии) и денатурирующий ПААГ-электрофорез (при котором пробы предварительно денатурируют, в случае нуклеиновых кислот используют непродолжительное нагревание пробы с формамидом либо глиоксалем, для денатурации белков обычно используют кипячение пробы в буфере, содержащем сильный ионный детергент (обычно додецилсульфат натрия) и агент, разрушающий четвертичную структуру белка за счёт разрушения дисульфидных мостиков между глобулами белка и внутри полипептидной цепи — бета-меркаптоэтанолом). В процессе денатурирующего ПААГ-электрофореза молекулы сохраняются в денатурированном состоянии за счёт наличия в геле хаотропных агентов (обычно мочевины) в случае ПААГ-электрофореза нуклеиновых кислот и белков и наличия ионных (например додецилсульфата натрия, цетилтриметиламмоний бромида) и неионных (например tween-20) детергентов.
- В случае электрофореза белков в полиакриламидном геле метод обычно используют в модификации Леммли (Laemmli)[1]
- Также электрофорез в полиакриламидном геле применяют для разделения коротких фрагментов нуклеиновых кислот, например, ДНК-электрофорез, например, при секвенировании по Сэнгеру. Кроме этого, ПААГ-электрофорез применяют для визуализации в методах ПДРФ и ПЦР.
- Различают также т. н. диск-электрофорез (от англ. discontinuous), при котором в геле в процессе электрофоретического разделения белков на границе между концентрирующим и разделяющим гелями создаётся градиент pH, за счёт чего достигается лучшее разделение белковых молекул.